# Oakhurst (Califòrnia)
Oakhurst és una concentració de població designada pel cens dels Estats Units a l'estat de Califòrnia. Segons el cens del 2000 tenia 12.867 habitants.

## Demografia
Segons el cens del 2000, Oakhurst tenia 2.868 habitants, 1.250 habitatges, i 773 famílies. La densitat de població era de 187,1 habitants/km².
Dels 1.250 habitatges en un 23,7% hi vivien nens de menys de 18 anys, en un 44,6% hi vivien parelles casades, en un 12,4% dones solteres, i en un 38,1% no eren unitats familiars. En el 31,3% dels habitatges hi vivien persones soles el 19,7% de les quals corresponia a persones de 65 anys o més que vivien soles. El nombre mitjà de persones vivint en cada habitatge era de 2,21 i el nombre mitjà de persones que vivien en cada família era de 2,72.
Per edats la població es repartia de la següent manera: un 19,7% tenia menys de 18 anys, un 7,9% entre 18 i 24, un 21,5% entre 25 i 44, un 24,2% de 45 a 60 i un 26,7% 65 anys o més.
L'edat mitjana era de 46 anys. Per cada 100 dones de 18 o més anys hi havia 81,1 homes.
La renda mitjana per habitatge era de 27.679 $ i la renda mitjana per família de 35.495 $. Els homes tenien una renda mitjana de 36.979 $ mentre que les dones 21.111 $. La renda per capita de la població era de 16.851 $. Entorn del 12,8% de les famílies i el 17,3% de la població estaven per davall del llindar de pobresa.

## Poblacions més properes
El següent diagrama mostra les poblacions més properes.